# 李梓敬
李梓敬（英語：Dominic Lee Tsz-king，1984年1月22日—），香港建制派政治人物，新民黨中央委員，公民力量成員。籍貫廣東增城，現任香港立法會議員（新界東北），曾任深水埗區議會又一村民選區議員。職業為電子零件企業的執行董事。已婚，育有兩子。

## 簡介
李梓敬曾就讀拔萃小學、拔萃男書院（中五）以及李寶椿聯合世界書院（預科），在萊斯大學完成經濟學學士學位，在香港城市大學完成法律博士 (J.D.) 。
李梓敬在大學時期已經開始創業，設立網上平台買賣教科書，並在畢業前將企業變賣。之後，他再次建立不同的網絡銷售平台，售賣廚具，寵物產品，嬰兒產品等等。在2011年，李梓敬加入家族電子零件生意，負責網上銷售以及網絡營銷。
政治方面，李梓敬大學時期曾為2004年美國當見習生。回到香港後，在2009年加入自由黨，2011年成為自由黨青年團的主席。其後因為李梓敬的政治路線，跟自由黨越走越遠
，所以他在2020年3月12日，便退出了自由黨，再於同年加入新民黨。

## 政治生涯

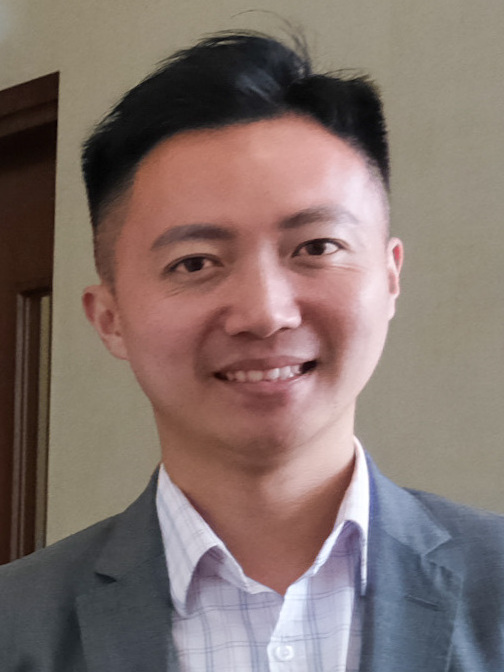
李梓敬（攝於2023年）

在2015年香港區議會選舉中，李梓敬在所居住的又一村選區參選，得2,277票大比數擊敗社民連候選人周嘉發，當選深水埗區議員。
在2016年香港立法會選舉中，李梓敬代表自由黨名單第一參選新界東選區，時任議員田北俊則排名單第二為其「抬轎」，最終名單以20,031票落選。
在2019年香港區議會選舉，李梓敬在又一村選區爭取連任，雖比上屆增長百餘票，卻仍以96票之差落敗予獨立民主派人士劉偉聰。
2020年3月，新民黨舉行黨內初選，推舉出選新界東地區直選的代表，並開放予黨外人士參與。有傳李梓敬將參與初選，可能取代時任新民黨議員容海恩出戰。同年3月12日，李梓敬宣佈報名參加新民黨內初選，被自由黨黨魁鍾國斌要脅革除黨籍，同日晚上，李梓敬宣佈退出自由黨。他及後加入了公民力量並取得9個新民黨中央委員會及青年委員會委員提名，成功於初選入閘。而最終，李梓敬亦成功代表新民黨報名參選了當年的立法會選舉，爭取新界東的議席，不過由於疫情的關係，特區政府宣布，將選舉押後一年。
2021年8月，在2021年香港選舉委員會界別分組選舉中，李梓敬代表新民黨參選，爭取第三界別基層社團界別的議席，最終自動當選。
在2021年香港立法會選舉中，李梓敬代表新民黨參選新界東北，最終以61,245票當選立法會議員。

## 政治立場
李梓敬為建制派政治人物，自由黨時期，他曾要求為失業綜援年期設限、反對香港新移民可以享有社會褔利、要求遣返濫用酷刑聲請的假難民。在政治議題方面，他則走相對中立的建制路線。
於2019年區議會選舉，李梓敬未能成功連任。但他仍然熱衷於政治方面的事務，逐開始活躍地在youtube拍片，評論時事。有人認為他的立場逐漸走向鮮明建制派。至2020年3月，李在退出自由黨後，接受香港01訪問時認為自己已逐漸偏離中立的路線，立場較以往鮮明。李梓敬指「如果深藍是指支持警察和追求社會穩定的話」，他認為自己毫無疑問是「深藍」。 （页面存档备份，存于）

## 事件

### 創立 KOL100 計劃
李梓敬在2019年未能成功連任區議員後，一方面以社交媒體的形式繼續積極參與政治，一方面專注家族企業及法律工作。李梓敬有感在選舉期間，飽受網上抹黑，影響極深。因此，李梓敬便聯同一班立志服務社會和市民的建制派年輕人，如陳穎欣、莫嘉傑等等，創立 KOL100 計劃，開始在 youtube拍片，希望發揮帶頭作用，鼓勵支持者勇於在網上平台發言。
KOL100 計劃非常成功，李梓敬的 youtube 頻道，在短短兩個月內，已獲得超過10萬訂閱，而陳穎欣，莫嘉傑亦成為年度全港10大新晉 youtuber。亦因為 KOL100 的成功，重燃了李梓敬的從政意欲，更在後來加入新民黨，再次參選立法會選舉。

### 批評英國煽動性傾向歧視條例立法
2017年11月25日，英國駐港總領事館，在外牆掛上代表支持同性戀的六色彩虹旗。李梓敬就在 facebook 發帖，譴責英國駐港總領事館粗暴干涉香港內政，並煽動性傾向歧視條例立法。

### 批評民主黨2012年因選舉與中聯辦就政改對話
2016年4月28日，在一個香港本土派論壇，討論「如何在中國因素影響下，保持香港的自主」的環節中，他與民主黨的區議員區諾軒辯論，並提到民主黨支持2012年政改方案時與中聯辦對話一事，認為民主黨因選舉才與中央溝通。

### 就基本法問題上與梁頌恆存在分歧
2016年5月8日，在有線節目《SUNDAY有理講》節目中，青年新政的梁頌恆大放闕詞，指自己沒有簽署中英聯合聲明，所以不需要理解和尊重基本法。李梓敬隨後反問梁：「如果你是 (土生土長) 美國公民，乜你有份簽美國憲法架咩？」

### 建議就假難民問題設禁閉營
2016年5月7日，隨着反香港假難民的聲音亦增多，自由黨在中環舉行集會，再遊行至政府總部，有200人參與，他們沿途高叫「打倒假難民，促設禁閉營」。

### 反對全民退休保障
李梓敬反對香港實行全民退休保障制度，2014年4月29日，李梓敬出席立法會退休保障事宜小組委員會公聽會時，反對設立全民退休保障制度，表示：「我們的父母應該由我們去供養，不是要求其他人去供養。」他隨即被出席同一會議的關注長者權益大聯盟代表余婆婆罵作「仆街」，批評不應假設所有人都必然有能力供養父母，並說粗口表示：「你老竇老母就係人呀，人地老竇老母唔係人呀？你估你生喺香港你就係咁富貴呀？你冇我地依啲人（長者）捱工廠、起樓、起乜嘢，你有咁富貴？你喺個X門生出嚟就係咁大㗎嗱？」余婆婆在立法會議事廳內「爆粗」，雖被主持會議的議員張國柱多次警告，但就獲得部分出席人士掌聲，也令李梓敬得到「西門梓」的稱號。李梓敬在出席公聽會期間，在其他出席者發言時玩手機轉珠遊戲《神魔之塔》，被與會者拍下照片放上網，批評他不尊重其他出席人士。他其後為在立法會公聽會玩手機發文致歉，但強調在全民退保議題上面堅持立場。

### 認為工會介入葵涌貨櫃碼頭工潮並不恰當
李梓敬認為工會介入工潮及勞資談判並不恰當。在2013年葵涌貨櫃碼頭工潮期間，他批評職工盟李卓人介入工潮，使事件變得政治化。李梓敬出席《城市論壇》時曾指職工盟李卓人「騎劫」工運，稱「工人想搞工運時，唔好畀工會介入」。部分網民因而對這言論作出激烈的回應。

### 直指部分泛民議員是「假抗爭」
2016年5月22日，全國人大委員長張德江訪港，與部分泛民議員會面。李梓敬在節目《城市論壇》的發問環節中，他提及部分泛民議員與領導人會面只是假抗爭，稱「泛民同中央溝通，我哋係樂見嘅。不過，如果你要溝通，就正正經經溝通；如果你要抗爭，就正正經經抗爭。」 

### 批評前港姐歐陽巧瑩搏出位
曾經參選港姐，及後離開無綫的藝人歐陽巧瑩，於2020年3月接受媒體訪問時，表示有意參選區議員，以爭取大麻合法化作為其政綱，引來李梓敬批評其搏出位。歐陽巧瑩後來回應李梓敬，批評其歪曲事實，卻被大量李梓敬支持者反駁攻擊，而有關的視頻，亦已超過45萬點擊。

### 沒有正面回應是否獲中聯辦力捧出戰及就昔日言論向容海恩致歉
2020年3月22日，李正式參與新民黨就新界東直選的黨內初選及出席其盟友公民力量的見面會講述理念時，除了透露已經就加入公力遞交申請外，還就2016立法會選舉年時自己仍然為自由黨出戰新界東時，於選舉論壇批評公力支持的容海恩為「西環契女」（即是獲中聯辦強力支持）一事道歉。之後，他以「上屆選舉我喺未有深入了解情況下罔下判斷」為自己當時的言論作辯解，且大讚公民力量的支持「嚟自社區深耕細作，以汗水灌溉社區返嚟」。但是對於自己是否「西環契仔」（即獲中聯辦支持）的問題上，李梓敬當時未就事件作出回應。

### 向警方舉報羅冠聰違反《港區國安法》
2020年7月3日，李率領數名新民黨成員前往警察總部舉報現流亡海外的前立法會議員羅冠聰，指羅以視像方式出席於7月1日美國國會聽證會要求美國以敵對方式對待中國，發言並以「光復香港，時代革命」作結違反《國安法》第 20 條 ——「分裂國家」。當中羅要求美國以敵對方式對待中國，發言以具港獨意味的「光復香港，時代革命」作結，涉嫌煽動分裂國家。之後，李就羅未來可能不會回港的問題回應記者，強調舉報是原則問題，又稱假如羅未來回港，警方便可以嚴厲執法，甚至可以在某些與香港有移交協議的地方，要求移交他回港受審。最後，李亦指自己已去信警務處處長鄧炳強，希望鄧可以嚴正執法。

### 成立KOL聯盟 打好國際輿論這場仗 說好中國故事
李梓敬連同立法會議員陳穎欣、林琳等人，發起《中國故事》KOL(意見領袖) 聯盟 (China Retold)，以英語在各個社交平台及主流媒體上發聲，堅持向國際社會講好中國故事，讓外國人看到香港及國家的真實一面。自聯盟成立以來，李梓敬和其他成員開設 Twitter 或 facebook 的帳戶，定期以英語發貼，並在 Youtube 發放英語視頻，多方面發聲。
近年，李梓敬連同部分成員除了積極出席不同英語論壇和訪談節目外，更加就不同議題(如國民教育和防疫抗疫方針等)在各報章投稿，成功為世界提供一個客觀持平的觀點，讓外國人認識一個全新且真實的中國和香港。適逢香港回歸祖國二士五週年，China Retold 舉辦了一系列的慶祝活動，包括在街頭即席邀請在港的外國人分享他們的真實生活和感受。

### 代表香港參與聯合國人權理事會
中國常駐聯合國日內瓦代表團7月1日在聯合國人權理事會第47次會議期間，舉辦「由亂轉治，由治及興：香港國安法實施一周年」主題視頻會議。李梓敬作為嘉賓在會上發言，其中他指美國政府雙重標準，表示美國有超過20條關於國家安全的法律，卻反對香港實施《港區國安法》，以此來破壞香港自治。 李梓敬在會議期間發表的言辭其後獲得主流媒體和大眾的高度評價和一致認同 。哔哩哔哩更以「香港新民黨成員聯合國發言 一連串反問字字鏗鏘」為題發表公報，盛讚他勇於痛斥美國在對香港國安法及本國類似法例，以及對本土跟海外暴力示威等方面採取的雙重標準，並奉勸美國政客顧好自己的事情，“你絕對沒有權，居高臨下跟我們說話”。

### 投機政治立場被批評
有人指李梓敬是投機主義者。因為於2016年香港立法會選舉，李梓敬曾夥拍自由黨榮譽主席，持開明建制立場的田北俊參選新界東。但落選後，因政治立場與自由黨偏離，於2020年香港立法會選舉前夕加入新民黨。
本土派張秀賢曾經於個人社交媒體批評他為「投機政棍、跳樑小丑」，並針對其政治立場，指李16年扮中間派，20年就扮作激進親中派。羅冠聰亦批評他昔日於美國為總統候選人，幫當地眾議員做實習生，今日卻成為紅衛兵。
同樣曾經是自由黨成員，現為中間派（部分人視作溫和建制派）的方國珊，於2020年7月接受訪問時，就指李梓敬很渴望做立法會議員，脫離了以前在自由黨時的軌跡，變得好『民建聯和工聯會』，和何君堯一樣。方又指，自由黨為他付出了那麼多，他離黨代表新民黨出選，做法令自由黨失望。方國珊認為，從政的人應毋忘初心，指李梓敬是真正的「政治變色龍」，稱自由黨也有不少人是這樣認為。

### 接受BBC《HARDtalk》節目訪問
李梓敬於2022年一月二十八日接受BBC《HARDtalk》節目專訪。被主持人史蒂文問及香港國安法與自由程度時，李表示香港作為中國的一部份，有責任保護國家安全，香港民主並且自由，並邀請記者及聽眾前來香港親身感受。正如美國亦有自己的國家安全法律，且最高刑罰是死刑，而香港刑罰只是終身監禁，二者之間並無異同。李梓敬亦不認爲北京曾經發生天安門事件。

### 被指控導致24萬市民被取消取得電子消費券資格
2022年，政府宣布向全港18歲以上居民派發消費券。李梓敬與工聯會立法會議員陳穎欣，要求政府拒絕接受永久離港人士申請領取消費券，認為這些人已「離棄香港」，不應有資格領取。然而在7月，多名曾一度移民但早已回流香港的合資格人士，突然收到政府發出之手機短訊通知，曾經以「永久離港」為由提早提取強積金，遂取消其領取消費券資格，導致大批市民紛紛走到辦事處，情況頗為混亂。辦事處內不少人更高呼「陳茂波下台」，有長者更稱「你陳茂波都唔知有咩企圖，根本煽動啲人反政府！（你陳茂波都不知道有甚麼企圖，根本煽動人們反政府！）」值得一提的是，該批市民受訪時大多是中老年人士，更從內地回流香港，疑多為建制派支持者。李梓敬其後接受《香港01》訪問時，仍堅稱「離港人士領取消費券的大方向正確」，反指有人在網上在造謠、誇大長者排隊覆核申請的情況，亦表示其議員辦事處沒有收到有關求助個案。

### 散佈假新聞
李梓敬被外國人權分子及網民質疑在2022年2月俄烏局勢尚未惡化期間，在Facebook以圖片諷刺西方傳媒，聲稱俄國打算進兵烏克蘭是「假新聞」，因此在開戰後被烏克蘭與西方傳媒轉載其言論。

## 外部連結
- 李梓敬的Facebook專頁
- YouTube上的李梓敬頻道
- 李梓敬的X（前Twitter）
- 李梓敬立法會議員官方網頁 （页面存档备份，存于）

| 前任： 郭振華 | 深水埗區議員（又一村） 2016年—2019年   | 繼任： 劉偉聰 |
| 新頭銜        | 香港立法會議員 新界東北 2022年1月1日－ | 現任          |